# Illulissuaq
Illulissuaq är en halvö i Grönland (Kungariket Danmark).   Den ligger i kommunen Qaasuitsup, i den västra delen av Grönland, 1 100 km norr om huvudstaden Nuuk.